# كلايد إي. لوف
كلايد إي. لوف (بالإنجليزية: Clyde E. Love)‏ هو رياضياتي أمريكي، ولد في 12 ديسمبر 1882، وتوفي في 31 يناير 1960.